# 北村四郎
北村 四郎（きたむら しろう、1906年9月22日 - 2002年3月21日）は、日本の植物学者。キク科植物研究の第一人者とされる。昭和天皇の植物学研究の相談役としても活躍し、北村の葬儀の際には、天皇明仁・皇后から白いキクの花が下賜された。京都大学名誉教授。

## 概要
1906年に生まれる。高等学校時代にはフランス文化に関心を深めた。京都帝国大学理学部の植物学教室に進学し、小泉源一助教授に師事した。卒業論文の題目は「アザミ属の研究」であった。次いでキク科植物の分類について研究した。1945年（昭和20年）に京都大学教授に就任してからも、キク科植物分類の整理を続け、第二次世界大戦による中断を挟みながらも20年がかりでまとめた。その業績は京都大学紀要に掲載された。戦時中には、有用植物の研究も行っていた。
また河口慧海らによるヒマラヤでの植物標本を基に、日本人で初めてヒマラヤの植物の研究に着手した。そのほかに、自らアフガニスタンやパキスタンに赴き、現地の植物についての研究を進めた。
1955年（昭和30年）5月から10月にかけて、木原均が組織した京都大学カラコルム・ヒンズークシ学術探検隊に参画。帰国後の1956年（昭和31年）4月23日、皇居で行われた探検隊植物班の合同進講に参加。「アフガニスタンの野生植物に就いて」と題した進講を行った。
1950年（昭和25年）ごろから20年以上かけて、京都大学所蔵の標本などを基に植物図鑑の編集を始め、村田源ほかと共に『原色日本植物図鑑』全5巻を刊行した。また地域環境保全に関する調査研究にも指導的役割を果たした。
教授職を定年退職してからも大学に顔を出し、80歳近くまで研究を続けていた。その蔵書と植物標本は京都大学総合博物館に収蔵されている。
2002年（平成14年）3月21日に95歳で死去。

## 略歴
- 1906年 - 滋賀県大津市（堅田）で生まれる。
- 1924年 - 膳所中学校卒業
- 1928年 - 静岡高等学校 (旧制)文科丙類卒業。京都帝国大学理学部植物学科入学。
- 1931年 - 京都帝国大学理学部卒業。同大学院に入学。
- 1932年 - 植物分類地理学会の設立に協力し雑誌「植物分類・地理」の刊行に尽力。
- 1938年 - 「日本菊科薊族、旋覆花族、蘭草族、馬蘭族植物誌」を提出し、理学博士。京都帝国大学理学部副手。
- 1939年 - 同助手
- 1943年 - 同助教授
- 1945年 - 同教授。植物学科第3講座担任。
- 1955年 - 京都大学カラコルム･ヒンズークシ学術探検に植物班として参加し、アフガニスタンに多くの新種を発見。
- 1956年 - 昭和天皇に進講し、以後約30年間天皇の植物研究に協力。
- 1970年 - 京都大学定年退官。同名誉教授。
- 1977年 - 深泥池総合調査団の代表。勲三等旭日中綬章受章。招聘によりフランス国立自然史博物館にて研究。
- 1987年 - 京都府文化特別功労者。
- 1993年 - 松下幸之助花の万博記念賞。
- 2002年 - 没（95歳）

## 著書
- 『菊』弘文堂、1940年。
- 『菊』平凡社、1948年。
- 『有用植物学』朝倉書店、1952年。
- 『アフガニスタン植物誌』京都大学、1960年。
- 『比叡山』京都新聞社、1961年。
- 『菊（カラーブックス）』保育社、1964年。
- 『滋賀県植物誌』保育社、1968年。
- 『深泥池の自然と人』京都市文化観光局、1981年。
- 『落葉』保育社〈北村四郎選集I〉、1982年。
- 『本草の植物』保育社〈北村四郎選集II〉、1985年。
- 『植物文化史』保育社〈北村四郎選集III〉、1987年。
- 『花の研究史』保育社〈北村四郎選集IV〉、1990年。
- 『植物の分布と分化』保育社〈北村四郎選集V〉、1993年。

## 共編著
- 村田源共著『原色日本植物図鑑 草本編』 2巻、保育社、1961年。
- 村田源ほか共著『原色日本植物図鑑 草本編』 3巻、保育社、1964年。
- 岡本省吾共著『原色日本樹木図鑑』保育社、1959年。
- 刈米達夫共著『薬用植物分類学』広川書店、1965年。
- 吉田光邦ほか共著『日本の文様花鳥』淡交社、1968年。
- 村田源共著『原色日本植物図鑑 木本編』 1-2巻、保育社、1971-79。
- 『新註校定国訳本草綱目』共校、春陽堂、1972年。
- 『近衛予楽院花木真写』源豊宗と解説、淡交社、1973年。
- 本田正次ほか共著『シーボルト「フローラ ヤポニカ」解説』講談社、1976年。
- 『草木図説木部』編註、保育社、1977年。
- 佐竹義輔ほか、共著『日本の野生植物 草本』 1-3巻、平凡社、1982年。
- 『原色中国本草図鑑』審校、雄渾社、1982～1986。
- 『本草図譜総合解説』 1-4巻、監修、同朋舎、1986年。